# Charles Adolphe Faux-Pas Bidet
Charles Adolphe Faux-Pas Bidet, né le 23 février 1880 à Rennes et mort en 1942 à Venerque, est officier de renseignement français dans la Russie révolutionnaire, ancien marin breton, et un opposant personnel de Trotski.

## Biographie
Né le 23 février 1880 à Rennes, il sera marin avant d'entamer une carrière dans les services de renseignements français en 1909, en intégrant la préfecture de police de Paris. Dès l'ouverture de la Première Guerre mondiale, en 1914, il est affecté au service de la sûreté, où il sera notamment nommé commissaire.

### Début de carrière et premières enquêtes (1909-1917)
C'est durant cette période qu'il effectuera, en marge d'une enquête qu'il dirige sur Mata Hari, une surveillance et une enquête sur Léon Trotski. Il entretiendra d'ailleurs avec ce dernier une certaine forme d'animosité puisque le commissaire procèdera à l'expulsion vers l'Espagne, en octobre 1916, de Trotski et de sa famille. Cependant, explique Gérald Arboit, historien spécialiste du renseignement, cette expulsion vers l'Espagne et non vers la Suisse permet à Trotski de garder la vie sauve, puisqu'en Suisse il aurait été à la merci de l'Okhrana.

### Espionnage en Russie (1917-1919)
Russophone, il sera détaché en mission à Petrograd en 1917, sur ordre du ministère de l'intérieur, dans le cadre d'une vaste opération d'espionnage antibolchévique mise en œuvre par les Alliés. Tentant de tisser un réseau d'informateurs, il sera arrêté dans le quartier de Vyborg, le 1er septembre 1918, puis emprisonné pendant 5 mois avant d'être libéré, en février 1919 dans un échange de prisonniers. Pendant sa captivité, il sera traîné de prison en prison, il sera torturé, exposé à la faim et aux maladies mais il ne livrera pour autant aucun de ses agents. Leon Trotski, désormais influent dans la Russie bolchévique naissante, apprenant sa captivité, décide de venir l'interroger, puis décide de le libérer dans le cadre d'un échange de prisonniers. Pour Gérald Arboit, cette libération répond à des logiques de nécessité politique, puisque de cette manière Trotsky se procure un contact au sein des services de renseignements français, et récupère, certains de ses hommes dans le cadre de l'échange de prisonnier qui verra s'effectuer la libération du commissaire.

### Affaire Koupetov, fin de carrière et mort (1930-1940)
Il sera chargé, en 1930, de l'enquête sur l'enlèvement d'Alexandre Koutepov, un ancien militaire russe blanc, exilé à Paris depuis 1924. Il sera cependant limogé en 1932, dans le cadre de l'affaire de l'Aéropostale, sans avoir résolu l'affaire Koupetov. Décoré de la Légion d'honneur, il s'exilera en zone sud en 1940 après l'invasion de la France par les nazis, et y mourut la même année.

### Vie privée
Il était marié à une femme prénommée Marie-Thérèse, avec laquelle il a eu une fille Jeanine. La famille résidait à Paris.